# الهيئة العامة للتنمية السياحية (مصر)
الهيئة العامة للتنمية السياحية هي هيئة حكومية اقتصادية عامة مصرية تابعة لوزارة الإسكان والمرافق والمجتمعات العمرانية، أنشأت بقرار رئيس جمهورية مصر العربية رقم 374 لسنة 1991 بهدف تنمية واستغلال الأراضي والمناطق بغرض الاستخدام السياحي.
كانت تتبع لوزارة السياحة منذ تأسيسها عام 1991 م حتى نقلت تبعيتها لوزارة الإسكان والمرافق والمجتمعات العمرانية

## المهام
أنشأت الهيئة بهدف تحقيق العديد من المهام والأهداف أهمها:
- وضع خطط تنمية المناطق السياحية.
- إعداد ومراجعة البرامج والدراسات والمشروعات اللازمة لتنمية المناطق السياحية واعتمادها وتحديد أولوية تنفيذها.
- تنفيذ مشروعات الهيئة الأساسية فى المناطق السياحية.
- تحصيل مقابل تكاليف المرافق والخدمات للمستفيدين من مشروعات الهيئة للتنفيذ بالمناطق السياحية.
- عقد القروض الاجنبية والمحلية والالتزام بسدادها وذلك فى إطار القواعد المقررة .
- الإشراف على تنفيذ خطة التنمية السياحية بالمناطق السياحية.
- إدارة واستغلال والتصرف في الأراضي التى تخصص لأغراض إقامة المناطق السياحية من الأراضى الصحراوية.

## وصلات خارجية
- الموقع الرسمي للهيئة.